# Josep María Nogués
Nogués  Salvatella est un nom espagnol. Le premier nom de famille, en général paternel, est Nogués ; le second, en général maternel, souvent omis, est Salvatella.
Josep María Nogués Salvatella (né le 29 avril 1959 à Barcelone) est un entraîneur de football espagnol.

## Carrière
Il entraîne des clubs de Segunda División B (D3) et de Segunda División (D2), comme L'Hospitalet (1993-1995), le Terrassa FC (1995-1996), le Gimnàstic de Tarragona (1997-1999), le Real Jaén (2002-2004), le Girona FC (2005), l'Écija Balompié (2007-2008)  et la réserve du Betis Séville (2008-2009).
Le 6 avril 2009, Nogués est nommé entraîneur de l'équipe première du Betis Séville.
Il entraîne ensuite le Polideportivo Ejido de 2009 à 2010. Il part ensuite en Algérie, entraînant le Paradou AC de 2016 à 2018 et le CA Bordj Bou Arreridj depuis 2018.